# Sörmyrtjärnen (Sorsele socken, Lappland)
Sörmyrtjärnen är en sjö i Sorsele kommun i Lappland och ingår i Umeälvens huvudavrinningsområde.